# Єланиш (Мечетлінський район)
Єлани́ш (рос. Еланыш, башк. Йыланыш) — присілок (у минулому селище) у складі Мечетлінського району Башкортостану, Росія. Входить до складу Дуван-Мечетлінської сільської ради.
Населення — 195 осіб (2010; 221 в 2002).
Національний склад:
- башкири — 99 %